# Noserius gardneri
Noserius gardneri là một loài bọ cánh cứng trong họ Cerambycidae.